# لینه بورلوم
لینه بورلوم (دانمارکی: Lene Børglum؛ زادهٔ ۲۱ اوت ۱۹۶۱) تهیه‌کننده فیلم اهل دانمارک است.
از فیلم‌هایی که وی در آن‌ها نقش داشته‌است، می‌توان به شکستن امواج، پخمه‌ها، رقصنده در تاریکی، داگویل، مندرلی، خیزش والهالا، فقط خدا می‌بخشد و شیطان نئونی اشاره نمود.